# Annoisin-Chatelans
Annoisin-Chatelans és un municipi francès situat al departament de la Isèra i a la regió d'Alvèrnia-Roine-Alps. L'any 2007 tenia 618 habitants.

## Demografia

### Població
El 2007 la població de fet d'Annoisin-Chatelans era de 618 persones. Hi havia 218 famílies de les quals 36 eren unipersonals (16 homes vivint sols i 20 dones vivint soles), 63 parelles sense fills, 111 parelles amb fills i 8 famílies monoparentals amb fills.
La població ha evolucionat segons el següent gràfic:
Habitants censats

### Habitatges
El 2007 hi havia 263 habitatges, 224 eren l'habitatge principal de la família, 23 eren segones residències i 16 estaven desocupats. 261 eren cases i 2 eren apartaments. Dels 224 habitatges principals, 197 estaven ocupats pels seus propietaris, 23 estaven llogats i ocupats pels llogaters i 4 estaven cedits a títol gratuït; 3 tenien dues cambres, 22 en tenien tres, 65 en tenien quatre i 134 en tenien cinc o més. 191 habitatges disposaven pel capbaix d'una plaça de pàrquing. A 72 habitatges hi havia un automòbil i a 146 n'hi havia dos o més.

### Piràmide de població
La piràmide de població per edats i sexe el 2009 era:
| Homes | Edats   | Dones |
| ----- | ------- | ----- |
| 0     | 95 o +  | 0     |
| 0     | 90 a 94 | 0     |
| 4     | 85 a 89 | 4     |
| 0     | 80 a 84 | 0     |
| 0     | 75 a 79 | 4     |
| 16    | 70 a 74 | 4     |
| 4     | 65 a 69 | 20    |
| 12    | 60 a 64 | 0     |
| 4     | 55 a 59 | 8     |
| 12    | 50 a 54 | 12    |
| 20    | 45 a 49 | 20    |
| 36    | 40 a 44 | 28    |
| 20    | 35 a 39 | 24    |
| 32    | 30 a 34 | 20    |
| 16    | 25 a 29 | 24    |
| 4     | 20 a 24 | 12    |
| 24    | 15 a 19 | 24    |
| 20    | 10 a 14 | 20    |
| 20    | 5 a 9   | 28    |
| 32    | 0 a 4   | 16    |

## Economia
El 2007 la població en edat de treballar era de 409 persones, 307 eren actives i 102 eren inactives. De les 307 persones actives 285 estaven ocupades (150 homes i 135 dones) i 22 estaven aturades (10 homes i 12 dones). De les 102 persones inactives 30 estaven jubilades, 38 estaven estudiant i 34 estaven classificades com a «altres inactius».

### Ingressos
El 2009 a Annoisin-Chatelans hi havia 214 unitats fiscals que integraven 596 persones, la mediana anual d'ingressos fiscals per persona era de 19.844 €.

### Activitats econòmiques
Dels 20 establiments que hi havia el 2007, 2 eren d'empreses de fabricació d'altres productes industrials, 6 d'empreses de construcció, 2 d'empreses de comerç i reparació d'automòbils, 1 d'una empresa d'hostatgeria i restauració, 2 d'empreses financeres, 1 d'una empresa immobiliària, 4 d'empreses de serveis, 1 d'una entitat de l'administració pública i 1 d'una empresa classificada com a «altres activitats de serveis».
Dels 7 establiments de servei als particulars que hi havia el 2009, 3 eren paletes, 1 fusteria, 1 electricista, 1 restaurant i 1 agència immobiliària.
L'any 2000 a Annoisin-Chatelans hi havia 12 explotacions agrícoles que ocupaven un total de 728 hectàrees.

## Equipaments sanitaris i escolars
El 2009 hi havia una escola elemental.

## Poblacions més properes
El següent diagrama mostra les poblacions més properes.